# Топонимия Ватикана

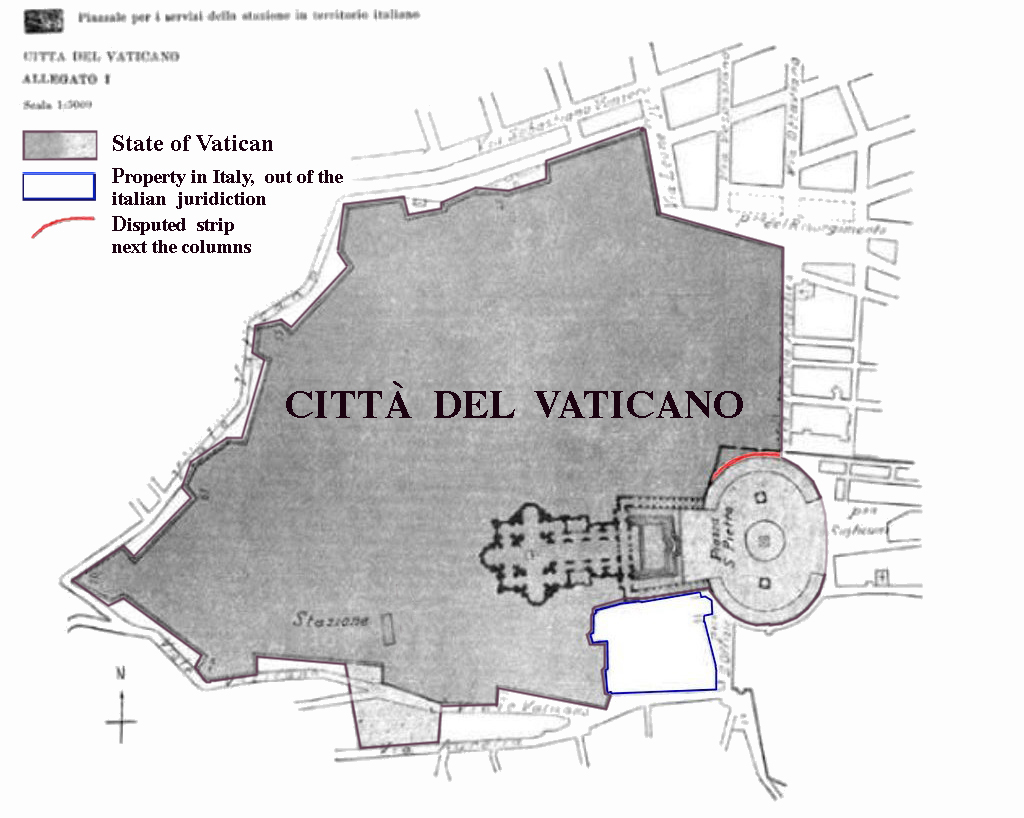
Официальный план Ватикана (из приложения к Латеранским соглашениям).

Топонимия Ватикана — совокупность географических названий, включающая наименования географических объектов на территории города-государства Ватикана. В силу исторических причин подавляющее большинство географических объектов на территории Ватикана имеет названия в честь римских пап (антропотопонимы) либо католических святых (агиотопонимы).

## Название города-государства
Официальное название «Ватикан» впервые было использовано в Латеранских соглашениях, заключённых 11 февраля 1929 года между Святым Престолом и правительством Италии во главе с Б. Муссолини, которые установили статус современного города-государства. Название было взято от названия Ватиканского холма (итал. Monte Vaticano), на котором расположено государство. Название же Ватиканского холма, вероятно, появилось от этрусского названия города «Ватикум», в настоящее время не существующего. Согласно легендам, на этом месте этрусские прорицатели (а позже — римские авгуры) провозглашали свои предсказания — «ватицинации» (лат. vaticinatio — «предсказание», «пророчество»). Исторически (до появления государства Ватикан) слово «ватикан» имело значение «дворец папы».
Официальное итальянское название Ватикана (итал. Stato della Città del Vaticano) означает в буквальном переводе «Государство Го́рода Ватикан». Хотя Святой Престол (который не идентичен Ватикану) и католическая церковь используют в официальных документах церковную латынь, Ватикан в своей текущей деятельности официально использует итальянский язык. Латинское название государства лат. Status Civitatis Vaticanæ используется в официальных документах не только Святым Престолом, но и в большинстве официальных церковных и папских документов.

## Формирование и состав топонимии

Собор Святого Петра

Топонимы Ватикана (по сути, являющиеся урбанонимами в силу размеров города-государства) немногочисленны. К ним относятся, прежде всего, названия культовых сооружений — храмов и монастырей с прилегающими объектами: Собор Святого Петра с пристройкой — Дом Святой Марфы и площадь Святого Петра, Монастырь Mater Ecclesiae (назван в честь католического титула Девы Марии), Церковь Санто-Стефано-дельи-Абиссини, Церковь Святого Перегрина, церковь святого Эгидия, церковь святых Мартина и Себастьяна Швейцарских.
Другую группу урбанонимов Ватикана составляют названия зданий и сооружений, в которых размещаются различные официальные, культурные и научные учреждения Святого престола: Апостольский дворец (официальное название — Дворец Сикста V (лат. Palatium Sixti V), в честь папы Сикста V) с находящимися в нём музеями (Апартаменты Борджиа, Сикстинская капелла, Капелла Никколина, Галерея географических карт, Галерея канделябров, Галерея Арацци, Музей Пио-Кристиано, Ватиканская пинакотека, Музей Кьярамонти, Исторический музей, Коллекция современного религиозного искусства, Этнологический миссионерский музей и Ватиканской библиотекой), а также музеями, расположенные других локациях:Григорианский Этрусский музей (во дворце Иннокентия VIII), Музей Пия-Климента, Григорианский Египетский музей, Зал Кьяроскури и т. д. К этой же группе можно отнести Виллу Пия (где расположена штаб-квартира Папской академии наук), Зал аудиенций Павла VI, Башню Святого Иоанна (местонахождение Секретариата по делам экономики Святого Престола), Башню Григория, или «башню Ветров», нередко также именуемую «астрономической обсерваторией Ватикана», поскольку в XVIII веке в ней располагалась Ватиканская обсерватория.
Ещё одну группу урбанонимов составляют объекты ландшафтной — Ватиканские сады с пещерой Гротта-ди-Лурде — и городской архитектуры: Леонинская стена с коридором Пассетто и воротами Сан-Пеллегрино.

## Топонимическая политика
Согласно данным Группы экспертов ООН по географическим названиям (ГЭГНООН), Святой престол не имеет специального органа, ведающего топонимической политикой, эти вопросы отнесены к компетенции Секретаря по отношениям с государствами (то есть «министра иностранных дел» Ватикана).